# Emoia coggeri
Emoia coggeri este o specie de șopârle din genul Emoia, familia Scincidae, descrisă de Brown 1991.
Este endemică în Papua New Guinea. Conform Catalogue of Life specia Emoia coggeri nu are subspecii cunoscute.